# Wohnhaus Boosstraße 1 bis 3
Das Wohnhaus Boosstraße 1 bis 3, Ecke Diederichstraße/Kabelstraße, im niedersächsischen Nordenham im Landkreis Wesermarsch, stammt vom 20. Jahrhundert.

Aktuell (2023) wird es als Wohnhaus.
Das Gebäude steht unter Denkmalschutz (siehe auch Liste der Baudenkmale in Nordenham).

## Beschreibung
Das zweigeschossige verklinkerte Eckgebäude mit Krüppelwalmdach, den zwei gebäudeteilenden Gesimsen und den gerahmten, segmentbogigen Fenstern, alles im Stil der Gründerzeit, stammt von den Anfängen des 20. Jahrhunderts (evtl. um 1920). Markant sind die Bögen über den Fenstern.
Das Landesdenkmalamt befand zur Bedeutung der Wohnhausgruppe III: „… geschichtlich, städtebaulich …“ Zur Gruppe gehört auch das benachbarte und baulich verbundene Wohnhaus Kabelstraße 12.
In den Wohnhäusern wohnten zunächst Mitarbeiter der Norddeutschen Seekabelwerke (NSW), die in Nordenham seit um 1905 ihren Betrieb haben.